# Elvana Gjata
Elvana Gjata ([ɛlˈvana ˈɟata]; Tirana, 3 febbraio 1987) è una cantante e compositrice albanese.

## Biografia
Nata a Tirana da Fatmir e Donika Gjata, ha studiato presso l'istituto superiore Partizani, laureandosi poi in regia e sceneggiatura presso l'Università delle Arti. Ha una sorella maggiore, Migena, anch'ella cantante.
Nel 2001 partecipa e vince il Festivali i zërave te rinj con il brano Te këndojmë se bashku, prendendo poi parte al programma Kërkohet një yll, esibendosi con alcuni brani della cantautrice italiana Laura Pausini. È tuttavia nel 2005 che inizia la sua carriera professionale con la pubblicazione del singolo Te kam xhan, scritta per lei da Flori Mumajesi, con cui ha poi preso parte al Kënga Magjike, non classificandosi per la finale dell'evento.
Nel dicembre 2019 ha preso parte al 58º Festivali i Kënges con il brano Me tana classificandosi seconda con 64 punti dietro Arilena Ara con Shaj.
Nel dicembre 2024 ha preso parte al 63° Festivali i Këngës con il brano Karnaval arrivando di nuovo seconda con 135 punti dietro gli Shkodra Elektronike con Zjerm.

## Discografia

### Album in studio
- 2007 – Mamës
- 2011 – Afër dhe larg
- 2025 – Trilogji (Kapitulli I - GRADA)

### EP
- 2014 – Acoustic Live Session
- 2018 – 3
- 2021 – Çelu

### Singoli
- 2005 – Te kam xhan
- 2006 – Te dy (con Tingulli 3nt)
- 2007 – Pranë teje
- 2007 – Zjarri që ti ndez
- 2008 – Ku jeton dashuria
- 2008 – Ti ke ikur
- 2008 – Vetës
- 2009 – Disciplinë
- 2009 – Nuk janë më
- 2009 – Hitech
- 2009 – Turn U On
- 2009 – Dhe zemra ndal
- 2010 – A ke ti zemër
- 2010 – Mamani nejën (con Fugaa)
- 2011 – Me ty
- 2011 – Kudo qe jam
- 2011 – Afër dhe larg
- 2012 – Gjaku im
- 2012 – Xhamadani vija vija (feat. Flori Mumajesi & Mentor Harizi)
- 2013 – Fake
- 2013 – Beso (con 2po2)
- 2013 – 1990 (con MC Kresha)
- 2014 – Puthe
- 2015 – Love Me
- 2015 – Kuq e zi je ti (con Flori Mumajesi)
- 2016 – Njesoj
- 2016 – Lejla (feat. Capital T & 2po2)
- 2018 – Ku vajti??
- 2018 – Mike (con Ledri Vula e John Shahu)
- 2019 – Tavolina e mërzisë
- 2019 – Pa dashuri
- 2019 – Fustani (con Capital T)
- 2019 – Meine Liebe (con Ardian Bujupi)
- 2019 – A m'don
- 2019 – Me tana
- 2021 – Thirr
- 2021 – Loti
- 2021 – Marre/E di (con Yll Limani)
- 2021 – Papa (con Sickotoy e Inna)
- 2022 – Flake (con Capital T)
- 2022 – Ska (con Mozzik)
- 2022 – Pow
- 2022 – Ex
- 2022 – Gajde (con Dhurata Dora)
- 2022 – Clap Clap (con i Gran Error e Antonia)
- 2023 – Rrotullo (con Dhurata Dora)
- 2023 – Si na
- 2023 – Synin
- 2023 – Si na (Negativ version)
- 2023 – Pak
- 2024 – Hana
- 2024 – Ku gjen më mirë
- 2024 – Besame en Rio (con i Gran Error)
- 2024 – No Love (con Ledri Vula)
- 2024 – Për ty atdhe
- 2024 – Nihna (con Çelik Lipa e Dardan)
- 2024 – Shhh! (con Ledri Vula)
- 2024 – Gocat
- 2024 – Karnaval
- 2025 – Grada
- 2025 – Lumja Toka
- 2025 – Knojna
- 2025 – Ego
- 2025 – Sa të du (con Irkenc Hyka)